# QuickBooks
QuickBooks es un sistema de contabilidad electrónica, desarrollado y comercializado por la empresa estadounidense Intuit Inc. Hoy en día está dirigido principalmente a las Pequeñas y Medianas Empresas (PyMEs) y sus herramientas abarcan la generación, el timbrado y la emisión de facturas electrónicas, así como el pago y la gestión de las mismas, la recepción de pagos comerciales, el control de inventarios, la creación de reportes financieros, diversas funciones de nómina, entre otras características. Este sistema cuenta con versiones para escritorio y también con modalidad en la nube. 

## Historia
Luego de que la empresa Intuit Inc. fuera fundada en 1983 por el economista Scott Cook y el ingeniero Tom Proulx, en Mountain View, California, EE. UU, la compañía desarrolló Quicken, un programa de gestión financiera para uso personal, del hogar y para las empresas más pequeñas. Quicken fue el antecedente de QuickBooks, sin embargo, no funcionaba como un sistema de partida doble. Más tarde, en mayo de 2002, Intuit lanzó QuickBooks Enterprise Solutions, un servicio similar a su antecesor, pero especializado para el uso empresarial.

## QuickBooks: Versión inicial
El lanzamiento inicial de QuickBooks tuvo su origen en la versión DOS, es decir, la base de código de Quicken. El sistema se hizo popular entre los propietarios de pequeñas empresas que no tenían capacitación formal en contabilidad. Muy pronto, QuickBooks se posicionó en el mercado de software de contabilidad para pequeñas empresas, ocupando más allá del 85 por ciento de la demanda. Hoy en día sigue encabezando el mercado, ya que cuenta con casi 6 millones de usuarios a nivel mundial.
No obstante, sus primeras versiones no fueron del todo satisfactorias para los contadores profesionales, pues el sistema poseía controles de seguridad deficientes y no se adaptaba a todos los estándares requeridos de la contabilidad. 
Desde entonces hasta ahora, Intuit ha permanecido en constante mejoría, incorporando mayores capacidades en las nuevas versiones de QuickBooks.

## Lanzamientos posteriores
Una de las mejoras que la compañía aplicó a QuickBooks fue un mejor seguimiento de auditoría, así como funciones contables de partida doble.
En el año 2000, Intuit había desarrollado versiones básicas y profesionales del software y, en 2003, comenzó a ofrecer versiones que incluían herramientas más especializadas para la industria, por ejemplo, procesos de flujo de trabajo e informes personalizados para los negocios. Además, el software fue adaptado con una terminología acorde al mercado.
Las opciones que ofrece actualmente QuickBooks incluyen versiones para fabricantes, mayoristas, empresas de servicios profesionales, contratistas, entidades sin fines de lucro y minoristas, además de una versión ideada para empresas profesionales de contabilidad que prestan sus servicios a las pequeñas empresas. Fue tal su éxito que, en septiembre de 2005, QuickBooks abarcaba el 74 por ciento del mercado en los Estados Unidos.
En junio de 2007, Intuit anunció que QuickBooks Enterprise Solutions se ejecutaría en servidores Linux. Para la versión 2008 de QuickBooks, la compañía agregó funciones como la importación desde hojas de cálculo Excel, y otras herramientas adicionales de seguimiento horas laborales de los empleados, la preautorización de fondos electrónicos y nuevas funciones de ayuda.
El 19 de junio de 2008, cuando Brad Smith era el nuevo CEO de la compañía, Intuit lanzó un comunicado de prensa afirmando que, a partir de marzo de 2008, la participación de QuickBooks en las unidades minoristas, dentro de la categoría de contabilidad comercial, alcanzó el 94.2 por ciento, de acuerdo a NPD Group. Además, más de 50 mil contadores, contadores públicos certificados y consultores de negocios independientes se habían convertido en miembros del programa QuickBooks ProAdvisor. No obstante, el ex CEO, Steve Bennett logró casi triplicar los ingresos de Intuit, incluso cuadruplicar las ganancias en ocho años.
El 22 de septiembre de 2014, Intuit anunció el lanzamiento de QuickBooks 2015, que incluía el equipamiento de aquellas características que los usuarios necesitaban y no poseían en versiones previas. El lanzamiento integró funciones como el seguimiento de ingresos, el perfeccionamiento en el proceso de registro y mayores mejoras en la página de inicio.
Un año después, Intuit lanzó QuickBooks 2016. Las mejoras consistían en la integración de herramientas como transacciones por lotes, seguimiento de facturas, anulación de transacciones, soporte continuo para impresoras de etiquetas de alimentación, entre otras más.
QuickBooks 2017 fue lanzado en septiembre de 2016. Esta versión incluía informes automatizados, búsqueda inteligente y visualización de filtros de informes, entre otras herramientas.
Un año después, Intuit lanzó QuickBooks 2018. Esta versión brindaba a sus usuarios una mejor experiencia, gracias a nuevas herramientas como el escaneo de códigos de barras para procesos de inventario, el escaneo de inventario móvil, el soporte de monitores múltiples, la búsqueda en la tabla de contadores, entre otras.
El 17 de septiembre de 2018, Intuit anunció QuickBooks 2019. Esta versión integraba características especiales que los usuarios habían solicitado, por ejemplo, un rastreador del historial de facturas, la función de ajuste de nómina, la transferencia de créditos entre otros trabajos del mismo cliente, entre otras más.
Con el objetivo de mejorar la fiabilidad y la experiencia del uso del software, el 16 de septiembre de 2019, Intuit lanzó QuickBooks 2020. Esta versión integró a sus nuevas características el envío de facturas por lotes a clientes, recordatorios de pagos automáticos, la opción de agregar el número de pedido del cliente en el asunto del correo electrónico, la posibilidad de contraer y expandir columnas, así como la fácil actualización fácil de la versión de QuickBooks, entre otras funciones.

## QuickBooks Online
Intuit también ofrece un servicio en la nube, llamado QuickBooks Online (QBO). En esta modalidad de uso, el usuario paga una tarifa de suscripción mensual, en lugar de una tarifa inicial, y accede al software a través de un inicio de sesión en la web. QuickBooks Online ofrece una navegación completamente segura a través de los navegadores, gracias a la encriptación de datos.
Además, Intuit proporciona parches y actualiza con regularidad y de manera automática el software. También incluye anuncios emergentes dentro de la aplicación para ofrecer servicios pagos adicionales.
La versión en la nube es un producto distinto de la versión de escritorio de QuickBooks, y tiene también muchas características que funcionan de manera diferente a las versiones de escritorio. Los planes de QuickBooks Online son: Simple Start, Essentials y Plus. 

### Historia
En 2011, Intuit introdujo una versión específica de QuickBooks Online en Reino Unido, con el objetivo de  abordar el IVA local y las imposiciones legales del sistema europeo. También existen versiones personalizadas para los mercados de Canadá, India y Australia, así como una versión global que el usuario puede personalizar.
En 2013, Intuit anunció la reconstrucción “desde cero” de QuickBooks Online, dando paso a la posibilidad de que terceros creen aplicaciones para pequeñas empresas en la plataforma, y ofreciendo a los clientes la opción de personalizar la versión en línea de QuickBooks.
Ya en mayo de 2014, QuickBooks Online contaba con 624,000 suscriptores, un gran número para una plataforma de contabilidad en línea, en comparación con el software Xero, el cual, en julio de 2014, reportó 284,000 clientes.
El sistema de QuickBooks Online es compatible con Google Chrome, Mozilla Firefox, Microsoft Edge, y Safari 11 o posterior (solo Mac) También se puede acceder a través de los sistemas operativos Android e iOS.

## Versiones internacionales
Las versiones de este producto están disponibles en múltiples países. Las regiones canadienses, británicas y australianas de Intuit ofrecen versiones de QuickBooks que respaldan las necesidades únicas del cálculo de impuestos de cada región, como el impuesto a las ventas GST, HST o PST de Canadá, el IVA para la edición del Reino Unido y el impuesto a las ventas GST de Australia. La edición QuickBooks UK también incluye soporte para el IVA irlandés y sudafricano. QuickBooks Enterprise se retiró del mercado de UKI en el año 2014.
En América Latina, QuickBooks lanzó su versión en español para México, además, el programa se adaptó a las necesidades del país ya que cuenta con los impuestos más utilizados del Servicio de Administración Tributaria (SAT), pero incluso se pueden personalizar a las necesidades de cada usuario.  
La versión para Mac (OSX) solo está disponible en los Estados Unidos, mientras que QuickBooks Desktop solo está disponible en alquiler y suscripción para usuarios en el Reino Unido e Irlanda.

## Características
Intuit ha integrado en QuickBooks distintas características basadas en la web, entre ellas se incluyen el acceso remoto, la asistencia remota de nómina y subcontratación, diversas funciones de pago electrónico, banca en línea, conciliación de cuentas, características de mapeo a través de la integración con Google Maps, opciones de marketing a través de Google y funcionalidad mejorada de correo electrónico por medio de Microsoft Outlook y Outlook Express. 

## Punto de Venta QuickBooks
QuickBooks Point of Sale es un sistema capaz de reemplazar la caja registradora de un minorista, de rastrear su inventario, sus ventas e información del cliente, además de proporcionar informes para administrar su negocio y servir a sus clientes.

## Programas complementarios
A través de Solutions Marketplace, Intuit exhortó a los desarrolladores de software de terceros a crear programas que llenen áreas de nicho para industrias específicas, que se integren con QuickBooks. 
Intuit se asoció con Lighter Capital para crear un fondo de $15 millones para desarrolladores que diseñan aplicaciones para Intuit Quickbooks. Intuit Developer Network brinda recursos técnicos y de marketing, además de kits de desarrollo de software (SDK).
El software de preparación de impuestos Lacerte y ProLine de Intuit para contadores profesionales que preparan declaraciones de impuestos se integra con QuickBooks de esta manera, así como Microsoft Office.